# Hermacha sericea
Hermacha sericea là một loài nhện trong họ Nemesiidae.
Hermacha sericea được miêu tả năm 1902 bởi Purcell.